# Leptobasis mauffrayi
Leptobasis mauffrayi là loài chuồn chuồn trong họ Coenagrionidae. Loài này được Garrison & von Ellenrieder mô tả khoa học đầu tiên năm 2010.